# Промышленное и гражданское строительство (журнал)
Промышленное и гражданское строительство (ПГС) —  российский ежемесячный научно-технический и производственный журнал, освещающий вопросы строительства, архитектуры, градостроительства, различные виды строительной деятельности, строительное производство, проблемы наукоёмкой техники и технологий, новые строительные материалы.
Издаётся в Москве с 1923 года. 
До 1958 года выпускался под заглавием «Строительная промышленность», затем был переименован в «Промышленное строительство», 
с 1992 г. — «Промышленное и гражданское строительство» («ПГС»). 
В советское время являлся органом Госстроя СССР и Центрального правления научно-технического общества строительной индустрии. В 1970-е годы тираж журнала составлял около 19 тыс. экземпляров.
В настоящее время главным редактором журнала является академик Российской инженерной академии А. Д. Дёминов.